# Crispinus von Viterbo

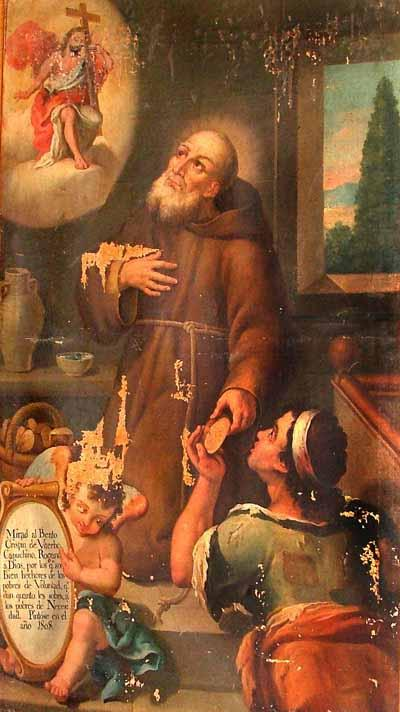
Pietro Fioretti

Crispinus von Viterbo (Taufname Pietro Fioretti) (* 13. November 1668 in Viterbo; † 19. Mai 1750 in Rom) war ein Kapuziner. Er arbeitete zunächst als Schuhmacher, wurde 1693 Kapuziner und nahm den Ordensnamen Crispinus an. Von 1702 bis 1748 lebte Br. Crispinus als Koch und Gärtner in verschiedenen Konventen soll Wunder vollbracht haben. Von 1748 bis zu seinem Tod 1750 wirkte er in der Kirche Santa Maria della Concezione in Rom. Am 26. August 1806 sprach ihn Papst Pius VII. selig, 1982 wurde er von Papst Johannes Paul II. heiliggesprochen. Sein Gedenktag ist der 19. Mai.